# Museu diocesà de l'Alguer
El Museu diocesà de l'Alguer o Església del Rosari o del Roser és un edifici situat entre el carrer Mallorca i el carrer Duomo de l'Alguer, molt a prop de la catedral de Santa Maria. Està catalogat entre els Béns Culturals per la Regió Autònoma de Sardenya.

## El museu i la seva col·lecció
El museu diocesà exposa art sacre relacionada amb la història de l'Alguer i provinent de les seves esglésies, i en particular de la seva catedral. Hi ha peces d'argenteria, escultures de llenya (fusta), i diversos quadres.
El seu director del 2000 al 2011 fou el sacerdot i activista cultural Antoni Nughes.

## L'edifici
És un edifici complex, que no s'entén sense tenir en compte els edificis que hi havia abans. En aquest sentit, destaquen els dos portals amb arcs de mig punt en dos colors, pedra calcària i roca volcànica, que es veuen des del carrer Mallorca i poden tenir a veure amb un edifici preexistent d'entre els segles XII i XIV, que es transformà en un edifici senyorial afegint un cos al costat i traslladant les entrades al carrer Duomo. Al segle xvii la confraria del Rosari va comprar l'edifici i el va reconstruir per incloure un oratori amb volta de canó, il·luminat per un òcul al cim del frontó i dues finestres.